# Eragrostis barbulaia
Eragrostis barbulaia är en gräsart som beskrevs av Otto Stapf. Eragrostis barbulaia ingår i släktet kärleksgrässläktet, och familjen gräs.
Artens utbredningsområde är Burma. Inga underarter finns listade i Catalogue of Life.